# Rondeletia pulchella
Rondeletia pulchella är en måreväxtart som beskrevs av Brother Alain. Rondeletia pulchella ingår i släktet Rondeletia och familjen måreväxter. Inga underarter finns listade i Catalogue of Life.